# Prostitución en Corea del Sur

Prostitución en Asia. En rojo se indica el modelo prohibicionista, en el que la prostitución es ilegal, como es el caso de Corea del Sur.

La prostitución en Corea del Sur es ilegal, pero según el Instituto de Desarrollo de la Mujer de Corea, el comercio sexual en el país se estimó en 14 billones de wones surcoreanos en 2007, aproximadamente el 1,6 % del PIB. Según una encuesta realizada por el Departamento de Urología de la Facultad de Medicina de la Universidad de Corea en 2015, el 23,1 % de los hombres y el 2,6 % de las mujeres, de entre 18 y 69 años, habían tenido experiencia sexual con una prostituta.
El comercio sexual supuso unos 94 millones de transacciones en 2007, frente a los 170 millones de 2002. El número de prostitutas descendió un 18 %, hasta 269 000, durante el mismo periodo. La cantidad de dinero intercambiada por prostitución fue de más de 14 billones de wones, mucho menos que los 24 billones de wones de 2002. A pesar de las sanciones legales y las medidas represivas de la policía, la prostitución sigue floreciendo en Corea del Sur, mientras que las trabajadoras del sexo continúan resistiendo activamente las actividades del Estado.

## Historia

### Época premoderna
Antes de la modernización de Corea, no había burdeles, pero una casta de mujeres de la élite terrateniente realizaba trabajos sexuales. La modernización del país eliminó dicho sistema. Los primeros burdeles comenzaron a extenderse después de que el país abriera por primera vez su puerto en 1876 mediante un pacto diplomático, lo que hizo que surgieran barrios étnicos para emigrantes japoneses en Busan, Wŏnsan e Incheon.

### Años 1960: Ejército estadounidense
Desde la década de 1960 hasta la actualidad ha existido prostitución en campamentos militares estadounidenses fuera de las bases militares (por ejemplo, fuera de Camp Casey y Camp Stanley). Esto fue el resultado de una negociación entre el gobierno coreano y el ejército estadounidense, que implicaba la prostitución para los soldados de Estados Unidos en los camp towns que rodeaban sus bases militares. El gobierno registró a las prostitutas y exigió que llevaran un certificado médico.
La policía militar estadounidense se encargaba de la seguridad en estos campamentos de prostitución y detenía a las prostitutas que se creía que estaban enfermas, para evitar epidemias de enfermedades de transmisión sexual. En el pasado, esta implicación del gobierno estuvo motivada en parte por el temor a que los militares estadounidenses, que protegían al país de Corea del Norte, se marcharan. Aunque los funcionarios estadounidenses condenan públicamente la prostitución, se percibe que toman pocas medidas para impedirla, y algunos lugareños sugieren que las autoridades del ejército estadounidense prefieren que los soldados dispongan de servicios sexuales comerciales. A los prostíbulos acuden soldados estadounidenses, soldados coreanos y civiles coreanos.
El número de prostitutas surcoreanas que trabajaban como proveedoras sexuales para soldados estadounidenses y coreanos oscilaba entre 26 000 y 39 000. Este número es según la investigación sobre el número de chequeos por enfermedades venéreas de 1953 a 1969 por el profesor Lee Young-hoon, titular de Economía de la Universidad Nacional de Seúl. Las encuestas realizadas en los años 1950 y 1960 sugieren que el 60 % de estas prostitutas trabajaban cerca de los campamentos militares.
Las cifras del gobierno coreano dieron entre 10 000 y 30 000 prostitutas al servicio de los militares de la ONU y de Estados Unidos en Corea del Sur en 1954; unas 20 000 prostitutas en 1966; y una cifra menor, en torno a 13 000-14 000 para 1969, reduciéndose a 9 935 en 1977.

Desde 2004, la mayoría de las prostitutas son filipinas o rusas. Las trabajadoras del sexo surcoreanas son cada vez menos numerosas, ya que las extranjeras eran una alternativa laboral más barata. Con el colapso de la Unión Soviética, miles de rusas emigraron a Corea para trabajar como artistas sexuales en los barrios rojos coreanos, mientras que otras miles se vieron obligadas a prostituirse tanto para soldados estadounidenses como para hombres y soldados civiles coreanos. Desde mediados de la década de 1990, las extranjeras representan entre el 80 % y el 85 % de las mujeres que trabajan en clubes cercanos a las bases militares. Los traficantes de personas no sólo trajeron prostitutas rusas para los soldados estadounidenses y coreanos, sino que también trajeron a muchas mujeres rusas mediante matrimonios ficticios con hombres surcoreanos. En 2005, las prostitutas filipinas y las rusas se convirtieron en habituales en muchos distritos rojos coreanos e incluso representaban el 90 % de todas las prostitutas de los campamentos militares americanos.

### Años 2000
En 2003, el Ministerio de Igualdad de Género anunció que 260 000 mujeres podrían dedicarse a la industria del sexo. El Instituto de Desarrollo de la Mujer de Corea sugirió que entre 514 000 y 1,2 millones de coreanas participan en la industria de la prostitución. Un informe similar del Instituto Coreano de Criminología señaló que el 20 % de los hombres de 20 años pagan por sexo al menos cuatro veces al mes, y 358 000 visitan prostitutas a diario.
En 2004, el gobierno surcoreano aprobó una ley contra la prostitución (Ley Especial sobre el Comercio Sexual de 2004) que prohibía la compraventa de sexo y cerraba los burdeles. Poco después, más de 2 500 trabajadoras del sexo se manifestaron en las calles para exigir su derogación, ya que consideraban que amenazaba su medio de vida. En 2006, el Gobierno, en su intento de abordar el problema de la demanda de prostitutas, ofreció dinero en efectivo a las empresas cuyos empleados varones se comprometieran a no pagar por sexo después de las fiestas de la oficina. Los responsables de esta política afirmaron que querían acabar con una cultura en la que los hombres se emborrachan en las fiestas y luego compran sexo.
En 2007, el Ejecutivo surcoreano anunció que se ilegalizaría el turismo sexual de coreanos, así como que las coreanas salieran al extranjero a vender sexo. Los tribunales procesaron a 35 000 clientes, 2,5 veces más que el número de los que fueron sorprendidos comprando sexo en 2003. Mientras tanto, la aplicación de la ley es débil y la corrupción problemática; hay pocas pruebas de que la nueva legislación haya cambiado mucho las cosas, el comercio simplemente encuentra otras formas de llevar a cabo su negocio. Sin embargo, cada vez más hombres son enviados a la «Escuela John» por comprar sexo, mientras que una investigación de 2010 sugirió que el 20 % de los mayores buscan trabajadoras sexuales.

## Gama de servicios
Tras la promulgación de la Ley Especial en 2004, se tomaron medidas enérgicas contra los barrios rojos; aunque muchos de los burdeles de esas zonas se vieron obligados a cerrar, la represión desapareció tan rápido como llegó, con el resultado de que la prostitución pasó a ser más clandestina, pero también se convirtió en un negocio más competitivo, con precios más bajos y más servicios.
Los barrios rojos de Corea del Sur pueden compararse con los de Ámsterdam (Países Bajos) y Alemania. Los cuatro principales distritos rojos de Corea del Sur antes de la Ley Especial eran Cheongnyangni 588, Yongsan Station y Mia-ri en Seúl y Jagalmadang en Daegu. Aunque no todos funcionan a pleno rendimiento, algunos siguen existiendo y se toleran no sólo por la gran cantidad de dinero que mueve el negocio, sino también en un intento de controlar la industria del sexo.
Otros servicios sexuales son el gataek massaji, un masaje «a la carta» en el que el cliente se desplaza o se encuentra en casa o en los aposentos de la masajista; el kiss bang, habitaciones en las que los clientes pagan por besar y acariciar a las mujeres; y el chuljang massaji, o un masaje «a domicilio», en el que la masajista se desplaza a casa del cliente, love motel, hotel u otro lugar acordado.

### Prostitución de adolescentes
Según un estudio de 2012 del Ministerio de Igualdad de Género y Familia, el 3 % de los jóvenes fugados han estado expuestos a la prostitución, ya sea como compradores o como prostitutos. Se han registrado casos de chicas fugadas que venden sexo a través del chat de Internet y viven con «familias» en jjimjilbang, o casas de baños, con otras chicas fugadas. Según United Voice for Eradication of Prostitution, estas prostitutas adolescentes están expuestas a delitos como la violación y a enfermedades como la sífilis. La reincidencia es habitual, y más de la mitad de las chicas asesoradas por la Voz vuelven al comercio sexual, a menudo por el chantaje de antiguos proxenetas y el ostracismo social de futuros maridos y familias.

### Señoras del Bacchus

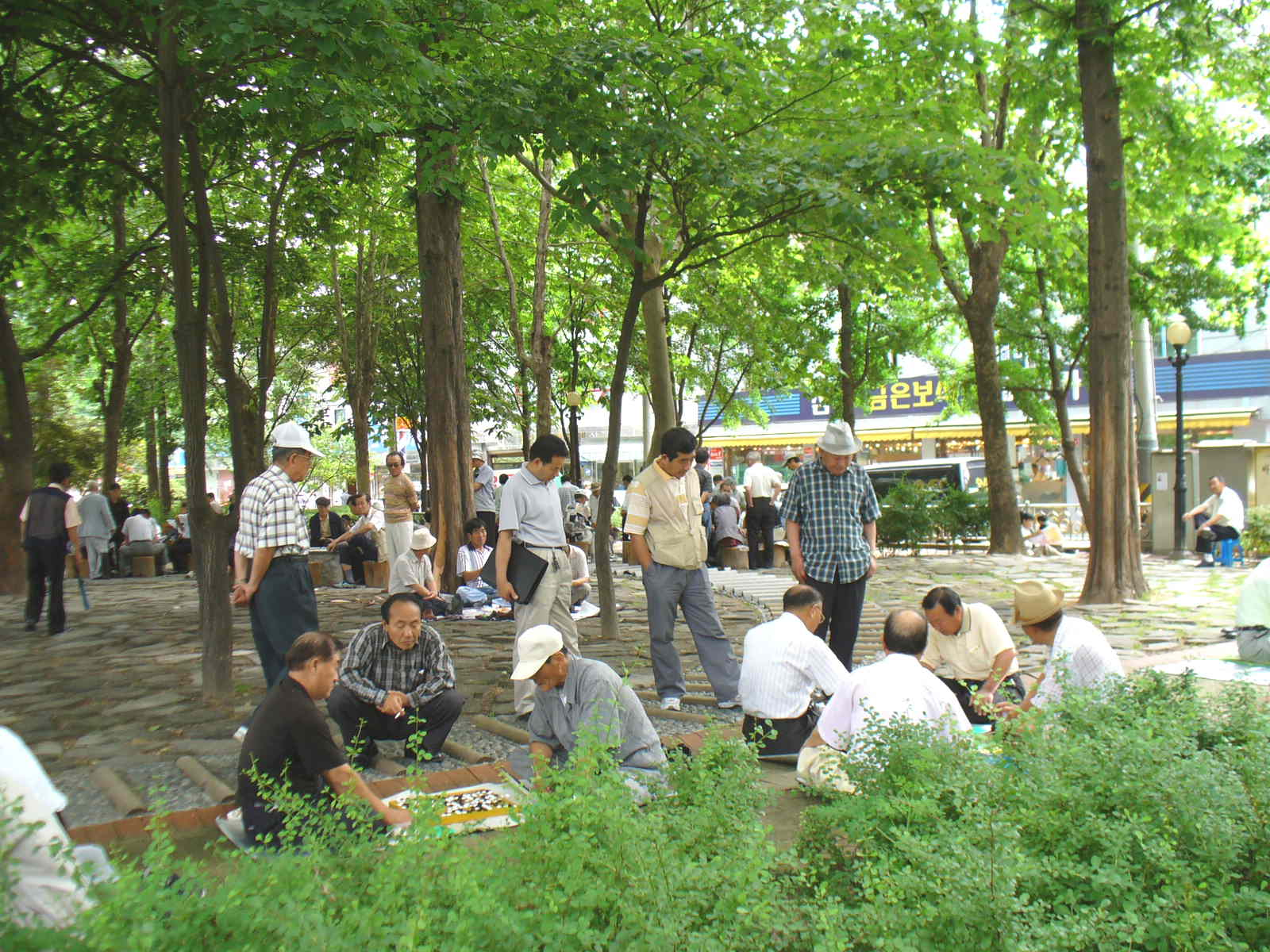
El parque de Jongmyo en el distrito Jongno-nu de Seúl es un lugar frecuentado por las Señoras del Bacchus.

En 2013, la policía desarticuló una red de trata de mujeres a Japón desde Corea. En 2014, se informó de que los sitios web que promocionan prostitutas surcoreanas en Japón han sido bloqueados dentro de Corea del Sur por el gobierno.
En contraste con la prostitución de adolescentes, mujeres de 50, 60 e incluso 70 años, llamadas Señoras del Bacchus (o de Baco), ejercen la prostitución en un parque cercano a la estación de metro Jongno-3, en pleno centro de Seúl.

## Prostitutas extranjeras en Corea del Sur
Corea del Sur es país de origen y destino de la trata de seres humanos. Las agencias utilizan salarios elevados para atraer a las jóvenes y, una vez lo consiguen, las obligan a trabajar como esclavas sexuales.

### Chinas
El Informe sobre Trata de Personas del Departamento de Estado de los Estados Unidos ha mencionado en numerosas ocasiones que mujeres chinas ejercen la prostitución en Corea del Sur. El informe describe que se les expide un visado formal y se dedican a servicios sexuales y a veces son vendidas como soborno para matrimonios internacionales y ahora son trabajadoras sexuales. Según el Ministerio de Justicia de Corea del Sur, en 2016 había 212 115 mujeres chinas (chinas Han) residentes en el país. Según la «Encuesta para las mujeres migrantes empleadas en el negocio del entretenimiento en Corea» presentada por el Ministerio de Igualdad de Género y Familia, se informa de que el mayor número de mujeres dedicadas al comercio sexual para hombres surcoreanos se encuentra entre las mujeres chinas Han.
Según MBC, la empresa pública de radiodifusión de Corea, el 80 % de los negocios de masajes en Corea del Sur corresponden a establecimientos de sexo comercial donde trabajan mujeres chinas. En 2012, 240 mujeres chinas fueron detenidas por haberse prostituido en los salones de masajes de Corea. El periódico surcoreano The Dong-a Ilbo revela que las trabajadoras sexuales están compuestas en su totalidad por mujeres chinas (chinas Han y chinas de etnia coreana), excepto en la zona de Gangnam-gu. En 2018, las estudiantes chinas residentes en Corea del Sur ascendían a 41 957 y muchas de ellas eran captadas por la prensa y denunciadas como trabajadoras sexuales.
Las mujeres chinas ejercen la prostitución por todo la geografía surcoreana: Seúl, Incheon, Suwon, Pyeongtaek, Yongin, Siheung, Bucheon, Paju, Uijeongbu, Ansan, Anyang, Cheongju, Dangjin, Cheonan, Daejeon, Asan, Daegu, Busan, Ulsan, Gwangyang, Changwon, las provincias de Gangwon, Jeolla (Norte y Sur) y la isla de Jeju. Las mujeres chinas dedicadas a la prostitución ejercen su comercio sexual no sólo en las ciudades, sino también en las zonas rurales cuya unidad administrativa corresponde a la ciudad y al municipio.

### Tailandesas
Según el Ministerio de Justicia, cada vez son más las tailandesas que se dedican al «trabajo de masaje» ilegal en la República de Corea. Estima que el número de tailandesas ilegales se disparó de 68 449 en 2017 a 122 192 en agosto de 2018. De los 60 000 que son mujeres, se cree que unas 50 000 trabajan en salones de masaje, algunos de ellos fachadas para la prostitución. El propietario de un salón de masajes tailandés en Gangnam dijo: «Aunque intente llevar un negocio legítimo, no tengo ni idea de lo que pasa en la habitación entre un cliente y una masajista que quiere ganar más dinero». Los salones de masaje son ilegales en Corea a menos que los exploten invidentes, pero unos 50 000 ofrecen masajes podales, deportivos y acupresión. Dan empleo a unos 300 000 trabajadores.

### Ucranianas
Un informe fechado en 2002, y publicado un año más tarde, afirmaba que las trabajadoras del sexo ucranianas eran el segundo grupo más numeroso de mujeres extranjeras que ejercían la prostitución fuera de las bases militares estadounidenses en la República de Corea.

### Rusas
Entre enero de 2000 y marzo de 2001, aproximadamente 6 000 mujeres rusas entraron en Corea a través del puerto de Busan y Gimpo. En 2000, 3 064 rusos entraron en Corea del Sur con visados E-6, 2 927 de ellos mujeres.

## Turistas sexuales surcoreanos en el extranjero

### China
Durante el simposio de otoño celebrado en la Sala de Humanidades Sinyang de la Universidad Nacional de Seúl, organizado por la Asociación Coreana de Estudios sobre la Mujer, Jung Jae-won, investigador principal del Instituto de Investigación de Género de la Universidad Nacional de Seúl, presentó los resultados de una encuesta sobre la situación actual de la compra de servicios sexuales practicada por hombres coreanos en el extranjero. Según la presentación de la encuesta sobre «la expansión internacional de la industria del sexo de tipo coreano y la cultura del sexo comercial», los hombres coreanos compran sexo con prostitutas chinas en toda China.
Se estima que hay más de 100 burdeles exclusivos para hombres surcoreanos en Qingdao de China, que es el único ejemplo de esta ciudad. La encuesta muestra que en algunos burdeles para hombres coreanos hay cada uno entre 150 y 300 mujeres chinas dedicadas al comercio sexual. Se ha informado de que un burdel de Shanghái donde los hombres surcoreanos son clientes habituales cuenta con más de 500 prostitutas chinas.
En 2007 se informó de que había 33 sitios web en línea que ponían en contacto a hombres coreanos con prostitutas chinas. Muchos hombres coreanos han recurrido al turismo sexual en grupo con amigos y compañeros de trabajo. En 2013, la Asociación de Turismo de Corea presentó una denuncia ante la policía contra algún sitio de Internet por organizar servicios sexuales de prostitutas chinas para hombres coreanos en China.
Según el «Centro de Derechos Humanos de la Mujer», estudiantes de secundaria coreanos han comprado prostitutas chinas para mantener relaciones sexuales durante un viaje de estudios a China.
Los hombres surcoreanos siguen siendo una importante fuente de demanda de turismo sexual infantil en China.

### Sudeste asiático
Los hombres surcoreanos siguen siendo una importante fuente de demanda de turismo sexual infantil tanto en el sudeste asiático como en las islas del Pacífico. Según los informes, las prostitutas infantiles de los países del sudeste asiático son frecuentadas principalmente por hombres surcoreanos, que superan a japoneses y chinos como los turistas sexuales más numerosos de la región, y en Filipinas, Vietnam, Camboya y Tailandia son sobre todo los hombres surcoreanos los que utilizan prostitutas infantiles.

## Prostitutas coreanas en el extranjero
El gobierno surcoreano ha expresado su preocupación por el hecho de que sus ciudadanas ejerzan la prostitución en países extranjeros como Australia y Estados Unidos.

### Australia
Muchas mujeres surcoreanas son víctimas de la trata en Australia para trabajar como prostitutas, con más de mil coreanas en la industria australiana del sexo.

### Estados Unidos
Miles de mujeres surcoreanas son víctimas de la trata en Estados Unidos para trabajar como prostitutas en salones de masaje. Las autoridades estadounidenses detuvieron a cientos de mujeres coreanas por prostitución en los cinco años anteriores a 2011, y el Programa de Exención de Visado Corea-Estados Unidos, de 2008 provocó un aumento adicional del número de prostitutas coreanas en el país. El número de personas que operan con redes de trata para enviar a mujeres coreanas al comercio sexual en Estados Unidos asciende a miles.

### China y Taiwán
Las prostitutas coreanas trabajaron en Taiwán durante el periodo colonial japonés.
En 2015 se descubrió en Macao una red de prostitutas surcoreanas compuesta por 21 mujeres de edades comprendidas entre los 24 y los 37 años que servían a hombres chinos.
Algunas mujeres coreanas visten kimonos mientras ejercen la prostitución en Macao.

### Japón
En 2013, la policía desarticuló una red de trata de mujeres a Japón desde Corea. En 2014, se informó de que los sitios web que promocionan prostitutas surcoreanas en Japón han sido bloqueados dentro de Corea del Sur por el gobierno.

## Tráfico sexual
Aunque en 2004 el gobierno recibió escasas calificaciones en esta materia, en los últimos años ha dado pasos significativos en la aplicación de la ley: se prohibió la trata de personas y se aumentaron las penas por prostitución; se aprobó la Ley de 2004 sobre la Prevención del Comercio Sexual y la Protección de sus Víctimas, que endurece las penas para los traficantes, pone fin a la deportación de las víctimas y establece una serie de centros de acogida para las víctimas. En 2005 había 144 personas cumpliendo condena por trata de personas.
Un funcionario de Inmigración estadounidense admitió en 2006 que «existe una red logística muy organizada entre Corea y Estados Unidos con reclutadores, corredores e intermediarios».
Un portavoz de la policía de Los Ángeles declaró que alrededor del 90 % de las 70-80 detenciones mensuales por prostitución del departamento afectan a mujeres coreanas y la policía de Los Ángeles calcula que hay 8 000 prostitutas coreanas trabajando en esa ciudad y sus suburbios. Según Timothy Lim, los clientes de las prostitutas coreanas en el extranjero son en su inmensa mayoría hombres no coreanos en los salones de masaje, mientras que sus clientes en los servicios a domicilio, salones de habitaciones y bares de alterne suelen ser coreanos en un 90-100 %. Esto deja claro que la demanda de mujeres coreanas está impulsada no sólo por hombres estadounidenses «sedientos» de mujeres exóticas, sino también por hombres coreanos, especialmente inmigrantes de primera generación u hombres de negocios no inmigrantes.
Un informe del Departamento de Estado estadounidense de 2008, afirmaba que en «marzo [de ese año], una operación conjunta entre la AFP y el DIAC desarticuló un sindicato en Sídney que presuntamente traficaba con mujeres surcoreanas a un burdel legal y ganaba más de 2,3 millones de dólares al año. La policía alega que el sindicato reclutaba a mujeres coreanas mediante engaños sobre las condiciones en las que serían empleadas, organizaba su entrada en Australia con falsos pretextos, confiscaba sus documentos de viaje y las obligaba a trabajar hasta 20 horas al día en un burdel legal de Sídney propiedad del sindicato».
El informe del Departamento de Estado de Estados Unidos también afirma que el gobierno surcoreano «cumple plenamente las normas mínimas para la eliminación de la trata». En 2012, el gobierno prosiguió sus esfuerzos de aplicación de la ley contra la trata con fines sexuales y firmó memorandos de entendimiento para el Sistema de Colocación de Empleo (EPS, por sus siglas en inglés) con otros cinco países y llevó a cabo numerosas campañas de sensibilización contra la trata. La Agencia Nacional de Policía de Corea también cooperó con organismos policiales extranjeros para acabar con las redes de tráfico de personas.
Para 2024, la Oficina de Vigilancia y Lucha contra la Trata de Personas del Departamento de Estado de los Estados Unidos calificó a Corea del Sur como país de "nivel 1".